# Triana Casco Antiguo
Triana Casco Antiguo es uno de los cinco barrios en que se divide el distrito de Triana, Sevilla (España). Está situado en la zona centro-este del distrito. Limita al norte con la avenida de la Expo'92, que lo separa de la isla de la Cartuja; al este, con el canal de Alfonso XIII; al sur, con el barrio de Los Remedios; y al oeste, con los barrios de Triana Oeste y Triana Este.
Como su nombre indica, constituye el centro histórico del distrito de Triana. Está unido a través de 3 puentes al distrito Casco Antiguo de Sevilla. 